# Schiacciamento dei piani

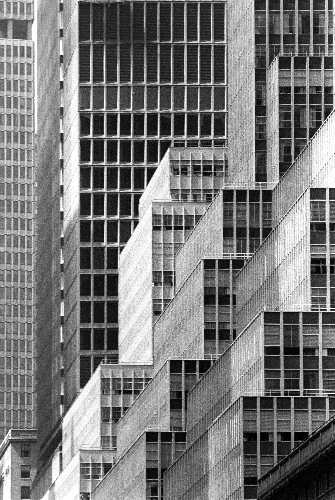
Esempio di schiacciamento

Lo schiacciamento dei piani (così come l'allungamento dei piani) è un effetto ottico, visibile in alcune fotografie e nelle immagini degli strumenti per l'osservazione ingrandita (il binocolo, il cannocchiale, ecc). L'effetto altera la comune percezione dello spazio tridimensionale, come siamo abituati a vederlo ad occhio nudo, modificando in apparenza la proporzione fra le tre dimensioni: altezza, larghezza e profondità, della scèna. In particolare, è la sensazione di vedere la profondità nell'immagine, come se fosse stata compressa (o dilatata) più del normale, in confronto alle altre due dimensioni, l'altezza e la larghezza.
In fotografia, l'effetto è conosciuto sia come «schiacciamento», che come «allungamento» dei piani, in base al rispettivo utilizzo di ottiche a lunga focale (I teleobiettivi trovano specifico impiego per fotografare oggetti o particolari più o meno lontani, creando un marcato effetto di ‘schiacciamento’ dei piani posti a distanze diverse dal punto di ripresa), oppure a corta focale (grandangolari), rispetto a ciò che è l'obiettivo a focale normale (il riferimento).
In ambito osservativo, l'effetto è conosciuto solo come «schiacciamento dei piani», in quanto questi strumenti ottengono sempre un valore di ingrandimento maggiore, rispetto alla visione ad occhio nudo (il riferimento).
La causa dell'effetto è data dal rapporto tra due valori, di cui uno è sempre quello di riferimento.

## Osservazione
In ambito osservativo, il valore d'ingrandimento del dispositivo può indicare anche una sorta di «avvicinamento virtuale»: cioè, se un osservatore con un binocolo 10x (ad esempio), guarda un oggetto distante 1000 m, l'oggetto gli appare grande 10 volte più grande di quando lo osserva senza binocolo, ma allo stesso tempo, gli appare anche ugualmente grande come se si fosse avvicinato realmente all'oggetto per osservarlo ad occhio nudo, da una distanza pari a 1/10 (dal potere 10x del binocolo) di quella iniziale (1000 m); ovvero, l'osservatore viene "avvicinato" virtualmente ad una distanza di 100 m dal oggetto.
Tuttavia, se l'avvicinamento fosse reale, cambierebbe la percezione tridimensionale dello spazio, data dal reale cambiamento della prospettiva (o punto di vista). Ma in questo caso la prospettiva non è cambiata e ciò che l'osservatore vede come «schiacciamento dei piani» è una alterazione percettiva rispetto all'eventuale visione che avrebbe da 100 metri di distanza, e che è data dalla visione ingrandita di quella stessa immagine che vede anche ad occhio nudo, dallo stesso punto di vista (1000 m).
È l'ingrandimento che causa l'effetto. Ed è la percezione naturale ad essere «alterata», o a risultare tale (in quanto illusione), dall'ingrandimento.

## Fotografia
Usando l'obiettivo a focale normale, il rapporto tra lunghezza focale e diagonale del fotogramma è circa 1:1 o anche 1x, se lo usiamo come riferimento. In questo caso, l'effetto sull'immagine è nullo, perché appare quella che si può dire una «corretta proporzione tridimensionale» tra la profondità e le altre due dimensioni osservate insieme, esattamente com'è d'abitudine vederle ad occhio nudo (percezione naturale). Non c'è alcuna alterazione percettiva e tutto sembra "normale" e naturale.

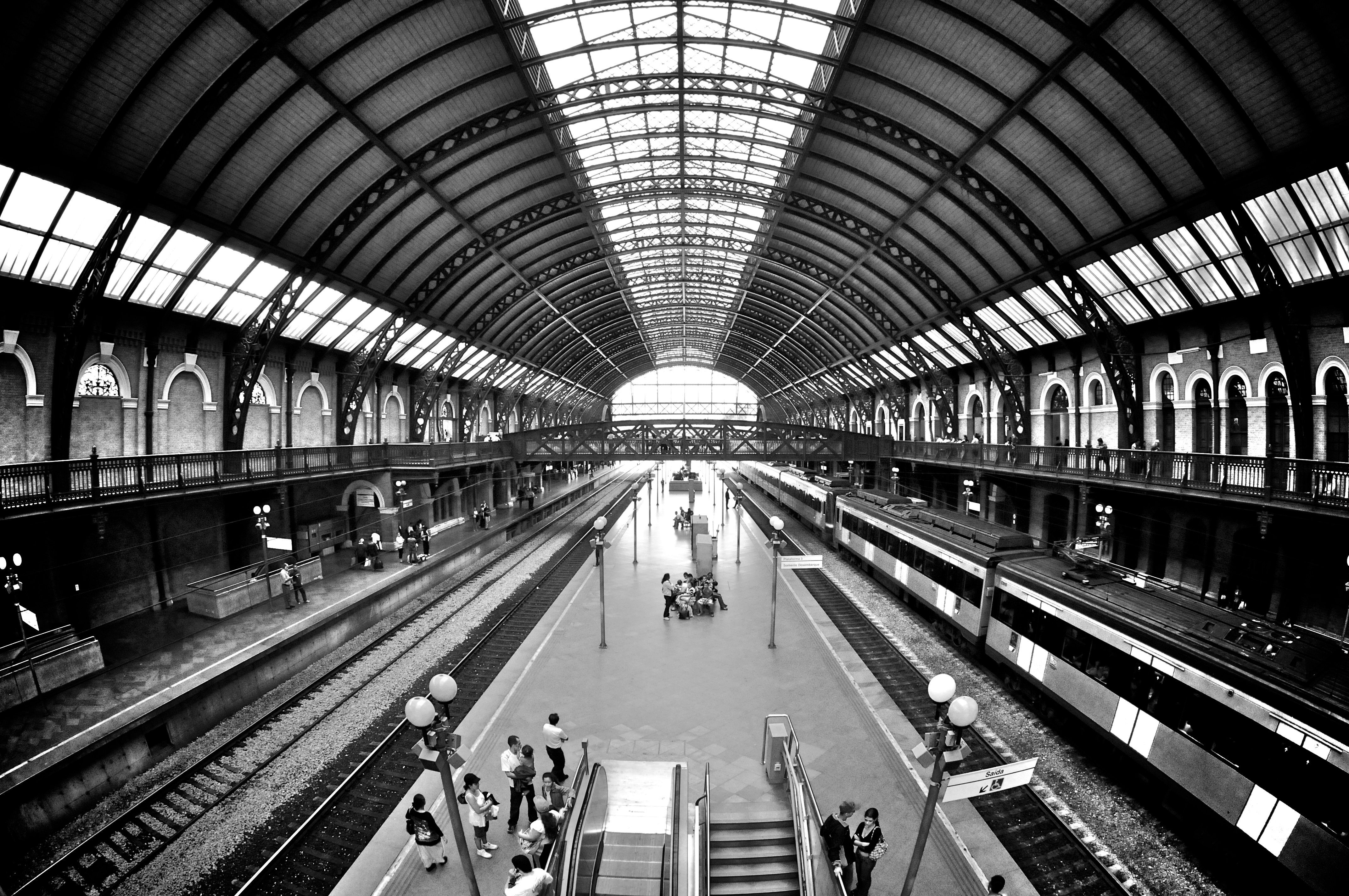
Esempio di allungamento

Usando obiettivi a lunga focale, il rapporto tenderà a superare il valore di 1:1 (2x, 3x, 6x, ecc.), per cui l'effetto sarà quello di uno «schiacciamento dei piani», via via più evidente aumentando l'ingrandimento. Al contrario, usando obiettivi a più corta focale, il rapporto tenderà a valori sempre più inferiori di 1:1 (0,8x, 0,6x, 0,5x, ecc.), con l'effetto di un «allungamento dei piani» nella profondità, tipico dei grandangolari.
Tuttavia, bisogna sottolineare che la distanza è parte integrante dell'effetto o comunque ne aumenta l'intensità, già presente: tendenzialmente, l'effetto avrà una maggior evidenza quando l'oggetto viene ripreso da lontano, usando i tele, oppure quando viene ripreso da vicino, usando i grandangoli. Ciò, però, non deve trarre in inganno, facendo pensare o credere che l'effetto sia causato esclusivamente dalla prospettiva, e cioè dal cambiamento della distanza di ripresa. La prospettiva non cambia e nemmeno viene distorta in nessun modo. L'unica cosa che cambia è il rapporto tra la lunghezza focale e la diagonale del fotogramma, ovvero cambia l'ingrandimento dato dalla focale utilizzata, dove la focale normale è il punto di riferimento dell'ingrandimento 1x, come punto in cui l'effetto ottico è nullo (a qualsiasi distanza di ripresa).

## Tecnicamente
In pratica, tutti gli obiettivi fotografici, sono «rettilineari». E ciò significa che riprendono tutti la stessa foto, con la stessa modalità appunto rettilineare, percettivamente parlando. L'unica vera differenza è quanto della realtà possono riprendere sul fotogramma: caratteristica che è classificabile come l'angolo di campo. Tuttavia, ciò determina anche una particolare lunghezza focale ed un relativo valore di ingrandimento degli oggetti ripresi: maggior lunghezza focale, significa un maggiore ingrandimento della realtà ( e viceversa).
Ed è proprio l'ingrandimento, a caratterizzare la proporzione tridimensionale che viene inquadrata ed impressa nella fotografia.
Sappiamo che l'obiettivo normale inquadra una corretta proporzione tridimensionale tra l'altezza, la larghezza e la profondità della scena, come la vediamo ad occhio nudo. Invece, i teleobiettivi producono un maggiore ingrandimento ed inquadrano una profondità che sembra più «schiacciata», «compressa» o più corta del normale, rispetto all'altezza e alla larghezza.
Allo stesso modo, fanno i grandangolari, però con un ingrandimento inferiore al normale e dunque con una profondità che sembra più «allungata», «dilatata» o più lunga del normale, rispetto all'altezza e alla larghezza del fotogramma.
Il lato interessante di questo effetto, in fotografia, è che ogni immagine fotografica può sembrare una finestra che proietta chi la osserva, nella scena ripresa, per fargli credere di essere lì nel luogo, nell'ambiente reale, dove è stata effettivamente scattata la foto. Però, è necessario osservare la fotografia da una distanza proporzionata alla lunghezza focale: se è stata ripresa con l'obiettivo normale, va osservata da una distanza pari alla diagonale della foto stampata o proiettata; per i teleobiettivi la distanza aumenta di un valore pari al rapporto: focale/diagonale fotogramma, e quindi per i grandangolari la distanza diminuisce in modo analogo.
Questa è un'altra prova che si tratta solo di un effetto ottico, dove in ogni caso non esite alcuna distorsione ottica o cambiamento effettivo della prospettiva.
L'effetto ottico in oggetto, è una semplice «alterazione percettiva tridimensionale».